# Grallaricula ferrugineipectus
El ponchito pechicastaño (en Venezuela) (Grallaricula ferrugineipectus), también conocido como ponchito de pecho castaño, tororoi de pecho rojizo o tororoi ferrugíneo o ferruginoso (en Colombia), es una especie de ave paseriforme de la familia Grallariidae perteneciente al género Grallaricula, anteriormente colocado en la familia Formicariidae. Es nativa de los Andes del norte y noroeste de América del Sur. 

## Distribución y hábitat
Se distribuye desde las montañas costeras del norte de Venezuela hasta los Andes del centro de Colombia.
Esta especie es considerada bastante común en su hábitat natural: el sotobosque de bordes de selvas montanas entre 600 y 2200 m de altitud.

## Sistemática

### Descripción original
La especie G. ferrugineipectus fue descrita por primera vez por el ornitólogo británico Philip Lutley Sclater en 1857, bajo el nombre científico Grallaria ferrugineipectus; la localidad tipo es: «cerca de Caracas, Venezuela».

### Etimología
El nombre genérico femenino «Grallaricula» es un diminutivo del género Grallaria, del latín «grallarius»: caminante zancudo; significando «pequeño caminante zancudo; y el nombre de la especie «ferrugineipectus», se compone de las palabras del latín «ferrugineus»: herrumbroso, oxidado, y «pectus, pectoris»: pecho; significando «de pecho color herrumbre».

### Taxonomía
La especie Grallaricula leymebambae era considerada conespecífica con la presente hasta recientemente, a pesar de que diversos autores, como Krabbe & Schulenberg, 2003a, y Ridgely & Tudor, 2009, ya la reconocían como especie plena, con base en diferencias vocales y morfológicas. Los análisis genéticos presentados por Van Doren et al. (2018) demostraron que G. leymebambae está hermanada con Grallaricula lineifrons y que ambas están hermanadas con Grallaricula flavirostris, por lo tanto más distantes de la propia G. ferrugineipectus. Esto fue también confirmado por datos morfométricos y de vocalización. La separación fue aprobada en la Propuesta N° 784 al Comité de Clasificación de Sudamérica, y listada por las clasificaciones Clements checklist v.2018 y Congreso Ornitológico Internacional (IOC). La subespecie rara también podría tratarse de una especie separada, sobre la base de las diferencias de plumaje.

### Subespecies
Según las clasificaciones del IOC y Clements, se reconocen dos subespecies, con su correspondiente distribución geográfica:
- Grallaricula ferrugineipectus ferrugineipectus (P.L. Sclater, 1857) – norte de Colombia (Sierra Nevada de Santa Marta) y norte y oeste de Venezuela (montañas costeras, y Andes desde el sur de Lara al sur hasta el centro de Mérida).
- Grallaricula ferrugineipectus rara Hellmayr & Madarász, 1914 – Serranía del Perijá, y Andes orientales de Colombia en la pendiente occidental (en Cundinamarca) y, probablemente, en la pendiente oriental (en Norte de Santander).